# Fusillade du temple bouddhiste de Waddell
La fusillade du temple bouddhiste de Waddell est une tuerie qui s'est déroulée en 1991 dans le temple bouddhiste Wat Promkunaram à Waddell, dans l'État de l'Arizona. Neuf personnes, dont les corps ont été découverts le 10 août 1991, ont péri dans cette fusillade qui est considérée comme la pire tuerie de masse à s'être produite en Arizona.

## Enquête et identification des coupables
Les victimes fréquentaient toutes le temple et étaient soit Thaïs soit d'origine Thaï. Il s'agissait du moine Pairuch Kanthong, de cinq bonzes (Surichai Anuttaro, Boochuay Chaiyarach, Chalerm Chantapim, Siang Ginggaeo et Somsak Sopha), d'une bhikkhuni (nonne), Foy Sripanpasert, de son neveu, un bonze novice, Matthew Miller et d'un employé du temple, Chirasak Chirapong. 
Après la fusillade, quatre hommes originaires de Tucson, surnommés par la presse les « Tucson Four » (« les quatre de Tucson ») ont d'abord été arrêtés pour le crime et ont avoué sous la pression, avant de se rétracter et d'être blanchis,.
La police a par la suite découvert l'arme du crime, un fusil de calibre .22 Long Rifle, et a porté son attention sur un jeune homme de 17 ans, Jonathan Doody, et son ami de 16 ans, Alessandro Garcia. Selon le témoignage d'Alessandro Garcia, lui et son ami se sont rendus au temple avec le .22 Long Rifle ainsi qu'avec un fusil à pompe dans l'intention de dévaliser le temple et ses occupants. Alessandro Garcia a également affirmé que Jonathan Doody a tué toutes les victimes d'un coup de feu à la tête tandis que lui-même a tiré sur quatre victimes avec son fusil à pompe,. Le crime avait été planifié en avance et les deux jeunes hommes avaient prévu de ne laisser aucun témoin.

## Procès
Les deux hommes ont été accusés d'assassinat au premier degré et de vol à main armée. Ils ont été condamnés en 1994, Jonathan Doody devant un jury et Alessandro Garcia à la suite d'une procédure de plaider coupable,. La condamnation de Jonathan Doody a été annulée par la Cour d'appel des États-Unis pour le neuvième circuit en 2008 et 2011 sur la base d'aveux obtenus de façon illégale. Cette décision a été confirmée par la Cour suprême des États-Unis.
Le second procès de Jonathan Doody s'est achevé en 2013 et a été déclaré nul. Son troisième procès s'est conclu en janvier 2014 et il a alors été reconnu coupable par le jury des neuf assassinats et condamné à 281 ans d'emprisonnement.